# Peter Sutherland
Peter Sutherland (ur. 25 kwietnia 1946 w Dublinie, zm. 7 stycznia 2018 tamże) – irlandzki polityk, prawnik i przedsiębiorca, prokurator generalny, członek Komisji Europejskiej, dyrektor generalny GATT i Światowej Organizacji Handlu (WTO), a także prezes Goldman Sachs International.

## Życiorys
Z wykształcenia prawnik, w 1969 ukończył studia na University College Dublin, po czym podjął praktykę prawniczą. Zaangażował się w działalność polityczną w ramach Fine Gael, z jej ramienia bez powodzenia w 1973 kandydował do parlamentu. W czerwcu 1981 został powołany na prokuratora generalnego w rządzie Garreta FitzGeralda, pełnił tę funkcję do marca 1982. Powrócił na to stanowisko w grudniu tego samego roku, sprawując urząd od grudnia 1984. W 1985 został członkiem Komisji Europejskiej kierowanej przez Jacques'a Delorsa, wchodząc w skład tego organu do 1989. Odpowiadał za konkurencję, a także za sprawy społeczne, edukację i kontakty z Parlamentem Europejskim. Był m.in. pomysłodawcą uruchomionego w 1987 programu Erasmus.
Po odejściu z KE do 1993 zarządzał bankiem komercyjnym Allied Irish Banks. W lipcu 1993 został dyrektorem generalnym Układu Ogólnego w sprawie Taryf Celnych i Handlu. Był jednym z inicjatorów powołania na bazie GATT Światowej Organizacji Handlu i jej pierwszym dyrektorem generalnym przez cztery miesiące w 1995.
Od 1995 do 2015 pełnił funkcję prezesa niewykonawczego Goldman Sachs International, a od 1997 do 2011 prezesa niewykonawczego BP. Był przewodniczącym rady doradczej think tanku European Policy Centre, a w 2012 został honorowym przewodniczącym tej organizacji.
Zajął się również sprawami migracji jako członek rady doradczej Międzynarodowej Organizacji ds. Migracji. W 2006 został specjalnym przedstawicielem sekretarza generalnego ONZ ds. migracji i rozwoju, w 2014 powołany na przewodniczącego Międzynarodowej Katolickiej Komisji ds. Migracji (ICMC).
Wyróżniony tytułami doctora honoris causa licznych instytucji akademickich i uniwersytetów. W 2013 University College Dublin Law School na jego cześć została przemianowana na Sutherland School of Law.

## Odznaczenia
- Krzyż Wielki Orderu Zasługi Cywilnej (Hiszpania, 1989)
- Krzyż Wielki Orderu Leopolda II (Belgia, 1989)
- Kawaler Legii Honorowej (Francja, 1993)
- Krzyż Wielki Orderu Infanta Henryka (Portugalia, 1998)
- Kawaler Komandor Orderu św. Michała i św. Jerzego (Wielka Brytania, 2004)[1][7][4]